# Pantserkopboomkikker
De pantserkopboomkikker of schoffelkopboomkikker (Diaglena spatulata) is een kikker uit de familie boomkikkers (Hylidae). Deze soort werd in 1882 door Albert Günther wetenschappelijk beschreven.
De kikker komt voor delen van zuidelijk Noord-Amerika en is endemisch in westelijk Mexico.
De pantserkopboomkikker dankt zijn naam aan de opmerkelijke kop, die eruitziet als een hagedissenkop. Dit wordt veroorzaakt doordat de schedel is vergroeid met de huid van de bovenzijde van de kop. Tijdens de voortplantingstijd komen de dieren massaal uit hun schuilplaatsen tevoorschijn na een regenbui. De eieren worden afgezet in tijdelijke wateren.